# MLB All-Star Game

Logo der Major League Baseball

Das jährlich ausgetragene All-Star-Game der Major League Baseball (MLB), häufig als Midsummer Classic bezeichnet, ist ein Spiel zwischen Auswahlteams der National League (NL) und der American League (AL). Die Spieler werden sowohl von den Fans als auch von den Spielern der MLB und den beiden Team-Managern gewählt. Das Spiel findet Anfang bis Mitte Juli statt und symbolisiert die Mitte der Baseballsaison, die von Anfang April bis Anfang Oktober geht.
Das erste All-Star Game fand 1933 anlässlich der Weltausstellung in Chicago im Comiskey Park statt. Anfangs als einmalige Veranstaltung gedacht, wurde es zu einer festen Institution in den USA.
Von 2003 bis 2016 verhalf der Sieger im All-Star Game seinem Vertreter in der World Series zu Heimrecht in einem eventuellen Spiel 7. Nun erhält dieses Recht das Finalteam, das in der Regular Season mehr Spiele gewinnen konnte.
Am 9. Juli 2019 wurde das bisher letzte All-Star Game im Progressive Field, dem Stadion der Cleveland Indians, in Cleveland ausgetragen. Die Auswahl der American League entschied das Spiel mit 4:3 für sich.
Von den bisherigen 91 Spielen gewann die National League 43 und die American League 46 Spiele. Zwei Spiele endeten unentschieden.

## Auswahl des Spielortes
Der Austragungsort wird von der MLB ausgewählt, wobei normalerweise der Ort jedes Jahr zwischen NL und AL wechselt. Ausnahmen von dieser Regel waren 1951 (Austragung zum 250. Geburtstag von Detroit) sowie 2007 (San Francisco).
Die Kriterien zur Auswahl sind rein subjektiv. Orte mit einem neuen Stadion oder Orte, die schon lange kein Spiel oder noch nie eines hatten, werden bevorzugt. Der letzte Austragungsort, der zuvor schon einmal Schauplatz des All-Star Games war, ist der Fenway Park in Boston (1999).
Einzig die Tampa Bay Rays richteten noch nie ein All-Star Game aus. (Die Washington Nationals waren Gastgeber in der Zeit als Montreal Expos.)

## Designated-Hitter-Regel
Je nachdem in welcher Liga das gastgebende Team spielt, wird die Designated-Hitter-Regel (DH) angewendet. 2007 im AT&T Park in San Francisco wurde ohne diese Regel gespielt, da die Giants zur National League gehören, die ohne DH spielt. In einem NL-Ballpark muss der AL-Pitcher auch an den Schlag, was er, außer in den Interleague Games, nie macht. Der letzte Pitcher, der in einem All-Star Game an den Schlag musste, war AL Starter Mark Mulder.
Er konnte auch nicht ausgewechselt werden, da der Starting Pitcher erst gewechselt werden darf, wenn er mindestens ein At-Bat abgeschlossen hat.

## Das Roster (Die Aufstellung)
Die Manager der beiden Teams sind die Manager der letztjährigen Liga Champions. Im All-Star Game 2011 waren dies damit Ron Washington (Texas Rangers, American League) und Bruce Bochy von den San Francisco Giants (National League). Diese Ehre gilt dem Manager, nicht dem Team. Dadurch kann es sein, dass einer oder beide Manager nicht mehr bei den Teams der vorhergegangenen World Series sind. So u. a. passiert bei Dusty Baker, der 2002 mit den SF Giants in der World Series stand und zum Zeitpunkt des All-Star Games inzwischen Manager bei den Chicago Cubs war. Oder 1979, als Bob Lemon Manager der AL Auswahl war, obwohl er zuvor vom Eigentümer der New York Yankees, George Steinbrenner, entlassen wurde. Seinen Trainerstab sucht der jeweilige Manager selbst aus.
Jedes Team besteht aus 32 Spielern, die nach folgender Prozedur ermittelt werden:
- Fanvoting: Baseball-Fans wählen die Starter auf den Positionen für das All-Star Game per Stimmzettel und per Internet. Wenn in einem AL-Stadion gespielt wird, wird auch der DH gesucht. Diese Methode ist etwas kritisch zu bewerten, denn in der AL sind dies meistens Spieler der beiden großen Vereine, Boston Red Sox und New York Yankees, da diese die meisten Fans haben.

- Spielervoting: Die Spieler selbst wählen die Pitcher und einen Ersatz für jede Position. Wenn der Fan- und der Spielersieger gleich sind, wird der zweite des Spielervotings nominiert.

- Managerauswahl: Der Manager jedes Teams füllt den Roster auf 31 Spieler auf.

- Finale Vote: Nachdem alle 31 Spieler gewählt wurden, haben die Fans die Möglichkeit, aus einer Liste von fünf Spielern den letzten All-Star zu wählen.

- Nachrücker: Nachdem das Roster vollständig ist, werden Spieler, die sich z. B. verletzt haben, von den Managern ersetzt.

Eine Regel besagt aber, dass mindestens ein Spieler jedes Teams als Repräsentant im Roster sein muss. Diese Regel wurde gemacht, als noch acht Teams pro Liga spielten. Doch sie wurde nie abgeschafft, obwohl es Gründe dafür, aber auch dagegen gibt. Viele Fans sind der Meinung, dass dieses Spiel für die besten Spieler der MLB vorbehalten ist und mit dieser Regel mancher Star eines Topteams zugunsten eines schwächeren Spielers nicht am All-Star Game teilnehmen darf. Befürworter der Regeln sagen, damit sei gewährleistet, dass somit für jeden Fan ein Spieler aus seinem Team dabei ist, also auch von den schwächeren Teams, und nicht nur aus den Top-Teams.

## Anekdoten
- 1945 wurde das Spiel, das im Fenway Park in Boston stattfinden sollte, aufgrund der Reiseeinschränkungen wegen des Zweiten Weltkrieges abgesagt.
- Zwischen 1959 und 1962 gab es ein zweites All-Star Game zugunsten des Pensionsfonds der Spieler.
- Von der 18 Starting Players im Jahre 1934 ist nur einer nicht in der Baseball Hall of Fame: Wally Berger (Boston Braves).
- 1995 wurde aufgrund des Spielerstreiks keine World Series ausgespielt, die Manager der 1996 All-Star Teams wurden die beiden, deren Statistik 1995 die beste war. Dies waren Felipe Alou (Montreal Expos) und Buck Showalter (New York Yankees)

## All-Star Weekend Events
Seit 1985 gibt es einen Tag vor dem Spiel ein Home Run Derby, ein Wettbewerb zwischen den Homerun Hittern. Außerdem gibt es ein Softballmatch mit ehemaligen Spielern und Prominenten aus Musik, Film und Fernsehen.

## Alle MLB All-Star Games
| Jahr   | Sieger     | Ergebnis                  | Spielort                        | Heimteam                      | MVP/Randnotizen hier |
| ------ | ---------- | ------------------------- | ------------------------------- | ----------------------------- | --- |
| 2026   |            |                           | Citizens Bank Park              | Philadelphia Phillies         | |
| 2025   |            |                           | Truist Park                     | Atlanta Braves                | |
| 2024   | AL         | 5-2                       | Globe Life Field                | Texas Rangers                 | Jarren Duran, Boston Red Sox (AL) |
| 2023   | NL         | 3-2                       | T-Mobile Park                   | Seattle Mariners              | Elías Díaz, Colorado Rockies (NL) |
| 2022   | AL         | 3-2                       | Dodger Stadium                  | Los Angeles Dodgers           | Giancarlo Stanton, New York Yankees (AL) |
| 2021   | AL         | 5-2                       | Coors Field                     | Colorado Rockies              | Vladimir Guerrero Jr., Toronto Blue Jays (AL) Das Spiel sollte ursprünglich in Atlanta stattfinden, aufgrund der politischen Situation in Georgia nach Denver verlegt |
| 2020   |            |                           | Dodger Stadium                  | Los Angeles Dodgers           | Aufgrund der COVID-19-Pandemie in den Vereinigten Staaten abgesagt. Die Dodgers richten als Ersatz das All Star Game 2022 aus.                                        |
| 2019   | AL         | 4-3                       | Progressive Field               | Cleveland Indians             | Shane Bieber, Cleveland Indians (AL) |
| 2018   | AL         | 8-6                       | Nationals Park                  | Washington Nationals          | Alex Bregman, Houston Astros (AL) |
| 2017   | AL         | 2-1                       | Marlins Park                    | Miami Marlins                 | Robinson Canó, Seattle Mariners (AL) |
| 2016   | AL         | 4-2                       | Petco Park                      | San Diego Padres              | Eric Hosmer, Kansas City Royals (AL) |
| 2015   | AL         | 6-3                       | Great American Ball Park        | Cincinnati Reds               | Mike Trout, Los Angeles Angels (AL) |
| 2014   | AL         | 5-3                       | Target Field                    | Minnesota Twins               | Mike Trout, Los Angeles Angels (AL) |
| 2013   | AL         | 3-0                       | Citi Field                      | New York Mets                 | Mariano Rivera, New York Yankees (AL) |
| 2012   | NL         | 8-0                       | Kauffman Stadium                | Kansas City Royals            | Melky Cabrera, San Francisco Giants (NL) |
| 2011   | NL         | 6-1                       | Chase Field                     | Arizona Diamondbacks          | Prince Fielder, Milwaukee Brewers (NL) |
| 2010   | NL         | 3-1                       | Angel Stadium                   | Los Angeles Angels of Anaheim | Brian McCann, Atlanta Braves (NL) |
| 2009   | AL         | 4-3                       | Busch Stadium                   | St.Louis Cardinals            | Carl Crawford, Tampa Bay Rays (AL) |
| 2008   | AL         | 4-3 (15 innings)          | Yankee Stadium                  | New York Yankees              | J.D. Drew, Boston Red Sox (AL) |
| 2007   | AL         | 5-4                       | AT&T Park                       | San Francisco Giants          | Ichiro Suzuki, Seattle Mariners (AL) |
| 2006   | AL         | 3-2                       | PNC Park                        | Pittsburgh Pirates            | Michael Young, Texas Rangers (AL) |
| 2005   | AL         | 7-5                       | Comerica Park                   | Detroit Tigers                | Miguel Tejada, Baltimore Orioles (AL) |
| 2004   | AL         | 9-4                       | Minute Maid Park                | Houston Astros                | Alfonso Soriano, Texas Rangers (AL) |
| 2003   | AL         | 9-4                       | U.S. Cellular Field             | Chicago White Sox             | Garret Anderson, Los Angeles Angels of Anaheim (AL) |
| 2002   | TIE        | 7-7 (11 innings)          | Miller Park                     | Milwaukee Brewers             | Beide Teams hatten keine Pitcher mehr; man einigte sich auf ein Unentschieden                                                                                         |
| 2001   | AL         | 4-1                       | Safeco Field                    | Seattle Mariners              | Cal Ripken Jr., Baltimore Orioles (AL) |
| 2000   | AL         | 6-3                       | Turner Field                    | Atlanta Braves                | Derek Jeter, New York Yankees (AL) |
| 1999   | AL         | 4-1                       | Fenway Park                     | Boston Red Sox                | Pedro Martinez, Boston Red Sox (AL) |
| 1998   | AL         | 13-8                      | Coors Field                     | Colorado Rockies              | Roberto Alomar, Baltimore Orioles (AL) |
| 1997   | AL         | 3-1                       | Jacobs Field                    | Cleveland Indians             | Sandy Alomar, Cleveland Indians (AL) |
| 1996   | NL         | 6-0                       | Veterans Stadium                | Philadelphia Phillies         | Mike Piazza, Los Angeles Dodgers (NL) |
| 1995   | NL         | 3-2                       | The Ballpark in Arlington       | Texas Rangers                 | Jeff Conine, Florida Marlins (NL) |
| 1994   | NL         | 8-7 (10 innings)          | Three River Stadium             | Pittsburgh Pirates            | Fred McGriff, Atlanta Braves (NL) |
| 1993   | AL         | 9-3                       | Oriole Park at Camden Yards     | Baltimore Orioles             | Kirby Puckett, Minnesota Twins (AL) |
| 1992   | AL         | 13-6                      | Jack Murphy Stadium             | San Diego Padres              | Ken Griffey Jr., Seattle Mariners (AL) |
| 1991   | AL         | 4-2                       | Skydome                         | Toronto Blue Jays             | Cal Ripken Jr., Baltimore Orioles (AL) |
| 1990   | AL         | 2-0                       | Wrigley Field                   | Chicago Cubs                  | Julio Franco, Texas Rangers (AL) |
| 1989   | AL         | 5-3                       | Anaheim Stadium                 | California Angels             | Bo Jackson, Kansas City Royals (AL) |
| 1988   | AL         | 2-1                       | Riverfront Stadium              | Cincinnati Reds               | Terry Steinbach, Oakland Athletics (AL) |
| 1987   | NL         | 2-0 (13 innings)          | Oakland-Alameda County Coliseum | Oakland Athletics             | Tim Raines, Montreal Expos (NL) |
| 1986   | AL         | 3-2                       | Astrodome                       | Houston Astros                | Roger Clemens, Boston Red Sox (AL) |
| 1985   | NL         | 6-1                       | Hubert H. Humphrey Metrodome    | Minnesota Twins               | LaMarr Hoyt, San Diego Padres (NL) |
| 1984   | NL         | 3-1                       | Candlestick Park                | San Francisco Giants          | Gary Carter, Montreal Expos (NL) |
| 1983   | AL         | 13-3                      | Comiskey Park                   | Chicago White Sox             | Fred Lynn, California Angels (AL) |
| 1982   | NL         | 4-1                       | Olympic Stadium                 | Montreal Expos                | Dave Concepcion, Cincinnati Reds (NL) |
| 1981   | NL         | 5-4                       | Cleveland Stadium               | Cleveland Indians             | Gary Carter, Montreal Expos (NL) |
| 1980   | NL         | 4-2                       | Dodger Stadium                  | Los Angeles Dodgers           | Ken Griffey, Cincinnati Reds (NL) |
| 1979   | NL         | 7-6                       | Kingdome                        | Seattle Mariners              | Dave Parker, Pittsburgh Pirates (NL) |
| 1978   | NL         | 7-3                       | San Diego Stadium               | San Diego Padres              | Steve Garvey, Los Angeles Dodgers (NL) |
| 1977   | NL         | 7-5                       | Yankee Stadium                  | New York Yankees              | Don Sutton, Los Angeles Dodgers (NL) |
| 1976   | NL         | 7-1                       | Veterans Stadium                | Philadelphia Phillies         | George Foster, Cincinnati Reds (NL) |
| 1975   | NL         | 6-3                       | County Stadium                  | Milwaukee Brewers             | Jon Matlack, New York Mets (NL), Bill Madlock, Chicago Cubs (NL) |
| 1974   | NL         | 7-2                       | Three River Stadium             | Pittsburgh Pirates            | Steve Garvey, Los Angeles Dodgers (NL) |
| 1973   | NL         | 7-1                       | Royals Stadium                  | Kansas City Royals            | Bobby Bonds, San Francisco Giants (NL) |
| 1972   | NL         | 4-3 (10 innings)          | Atlanta-Fulton County Stadium   | Atlanta Braves                | Joe Morgan, Cincinnati Reds (NL) |
| 1971   | AL         | 6-4                       | Tiger Stadium                   | Detroit Tigers                | Frank Robinson, Baltimore Orioles (AL) |
| 1970   | NL         | 5-4 (12 innigns)          | Riverfront Stadium              | Cincinnati Reds               | Carl Yastrzemski, Boston Red Sox (AL) |
| 1969   | NL         | 9-3                       | RFK Stadium                     | Washington Senators           | Willie McCovey, San Francisco Giants (NL) |
| 1968   | NL         | 1-0                       | Astrodome                       | Houston Astros                | Willie Mays, San Francisco Giants (NL) |
| 1967   | NL         | 2-1 (15 innings)          | Anaheim Stadium                 | California Angels             | Tony Perez, Cincinnati Reds (NL) |
| 1966   | NL         | 2-1 (10 innings)          | Busch Memorial Stadium          | St.Louis Cardinals            | Brooks Robinson, Baltimore Orioles (AL) |
| 1965   | NL         | 6-5                       | Metropolitan Stadium            | Minnesota Twins               | Juan Marichal, San Francisco Giants (NL) |
| 1964   | NL         | 7-4                       | Shea Stadium                    | New York Mets                 | Johnny Callison, Philadelphia Phillies (NL) |
| 1963   | NL         | 5-3                       | Municipal Stadium               | Cleveland Indians             | Willie Mays, San Francisco Giants (NL) |
| 1962-b | AL         | 9-4                       | Wrigley Field                   | Chicago Cubs                  | Leon Wagner, Los Angeles Angeles (AL) |
| 1962-a | NL         | 3-1                       | D.C.Stadium                     | Washington Senators           | Maury Wills, Los Angeles Dodgers (NL) |
| 1961-b | TIE (rain) | 1-1 (9 innings)           | Fenway Park                     | Boston Red Sox                | |
| 1961-a | NL         | 5-4 (10 innings)          | Candlestick Park                | San Francisco Giants          | |
| 1960-b | NL         | 6-0                       | Yankee Stadium                  | New York Yankees              | |
| 1960-a | NL         | 5-3                       | Municipal Coliseum              | Kansas City Royals            | |
| 1959-b | AL         | 5-3                       | Memorial Coliseum               | Los Angeles Dodgers           | |
| 1959-a | NL         | 5-4                       | Forbes Field                    | Pittsburgh Pirates            | |
| 1958   | AL         | 4-3                       | Memorial Stadium                | Baltimore Orioles             | |
| 1957   | AL         | 6-5                       | Sportsman’s Park                | St.Louis Cardinals            | |
| 1956   | NL         | 7-3                       | Griffith Stadium                | Washington Senators           | |
| 1955   | NL         | 6-5 (12 innings)          | County Stadium                  | Milwaukee Brewers             | |
| 1954   | AL         | 11-9                      | Municipal Stadium               | Cleveland Indians             | |
| 1953   | NL         | 5-1                       | Crosley Field                   | Cincinnati Reds               | |
| 1952   | NL         | 3-2 (5 innings, rain out) | Shibe Park                      | Philadelphia Phillies         | |
| 1951   | NL         | 8-3                       | Briggs Stadium                  | Detroit Tigers                | |
| 1950   | NL         | 4-3 (14 innings)          | Comiskey Park                   | Chicago White Sox             | |
| 1949   | AL         | 11-7                      | Ebbets Field                    | Brooklyn Dodgers              | |
| 1948   | AL         | 5-3                       | Sportsmen’s Park                | St.Louis Browns               | |
| 1947   | AL         | 2-1                       | Wrigley Field                   | Chicago Cubs                  | |
| 1946   | AL         | 12-0                      | Fenway Park                     | Boston Red Sox                | |
| 1945   |            |                           | Fenway Park                     | Boston Red Sox                | Kein All-Star Game (Zweiter Weltkrieg) |
| 1944   | NL         | 7-1                       | Forbes Field                    | Pittsburgh Pirates            | |
| 1943   | AL         | 5-3                       | Shibe Park                      | Philadelphia Phillies         | |
| 1942   | AL         | 3-1                       | Polo Grounds                    | New York Giants               | |
| 1941   | AL         | 7-5                       | Briggs Stadium                  | Detroit Tigers                | |
| 1940   | NL         | 4-0                       | Sportsmen’s Park                | St.Louis Browns               | |
| 1939   | AL         | 3-1                       | Yankee Stadium                  | New York Yankees              | |
| 1938   | NL         | 4-1                       | Crosley Field                   | Cincinnati Reds               | |
| 1937   | AL         | 8-3                       | Griffith Stadium                | Washington Senators           | |
| 1936   | NL         | 4-3                       | Braves Field                    | Boston Braves                 | |
| 1935   | AL         | 4-1                       | Municipal Stadium               | Cleveland Indians             | |
| 1934   | AL         | 9-7                       | Polo Grounds                    | New York Giants               | |
| 1933   | AL         | 4-2                       | Comiskey Park                   | Chicago White Sox             | |

## MLB All-Star Game Rekorde

### Hitting Records in einem Single Game
| Record         | Name(n) |
| -------------- | --- |
| Runs           | Ted Williams 4 |
| Hits           | Joe Medwick; Ted Williams; Carl Yastrzemski je 4                                                                   |
| Doubles        | Ernie Banks; Barry Bonds; Ted Kluszewski; Paul Konerko; Joe Medwick; Damian Miller; Albert Pujols; Al Simmons je 2 |
| Triples        | Rod Carew 2 |
| Home Runs      | Gary Carter; Willie McCovey; Al Rossen; Arky Vaughan; Ted Williams je 2                                            |
| Grand Slams    | Fred Lynn 1 |
| Runs Batted In | Al Rosen; Ted Williams je 5                                                                                        |
| Total Bases    | Ted Williams 10 |
| Walks          | Phil Cavarretta; Charlie Gehringer je 3                                                                            |

### Pitching Records in einem Single Game
| Record              | Name(n)                                                             |
| ------------------- | ------------------------------------------------------------------- |
| Innings Pitched     | Lefty Gomez 6.0                                                     |
| Hits Allowed        | Tom Glavine 9                                                       |
| Runs Allowed        | Atlee Hammaker 7                                                    |
| Earned Runs Allowed | Atlee Hammaker 7                                                    |
| Home Runs Allowed   | Jim Palmer 3                                                        |
| Strikeouts          | Carl Hubbell; Larry Jansen; Fergie Jenkins; Johnny Vander Meer je 6 |
|                     |                                                                     |
|                     |                                                                     |

### Career Hitting Records in All-Star Games
| Record          | Name(n)                           |
| --------------- | --------------------------------- |
| At bats         | Willie Mays 75                    |
| Runs            | Willie Mays 20                    |
| Hits            | Willie Mays 23                    |
| Doubles         | Dave Winfield 7                   |
| Triples         | Willie Mays; Brooks Robinson je 3 |
| Home Runs       | Stan Musial 6                     |
| Grand Slams     | Fred Lynn 1                       |
| Runs Batted In  | Ted Williams 12                   |
| Total Bases     | Willi Mays; Stan Musial je 40     |
| Walks           | Ted Williams 11                   |
| Batting Average | Derek Jeter .700                  |
| Extra Base Hits | Willie Mays; Stan Musial je 8     |
| Pinch Hits      | Stan Musial 8                     |

### Career Pitching Records in All-Star Games
| Record              | Name(n)                                                                                  |
| ------------------- | ---------------------------------------------------------------------------------------- |
| Wins                | Lefty Gomez 3                                                                            |
| Loses               | Mort Cooper; Whitey Ford; Dwight Gooden; Catfish Hunter; Claude Passeau; Luis Tiant je 2 |
| Games Started       | Don Drysdale; Lefty Gomez; Robin Robert je 5                                             |
| Games Pitched In    | Roger Clemens 9                                                                          |
| Games Finished      | Rich Gossage 6                                                                           |
| Innings Pitched     | Don Drysdale 91.1                                                                        |
| Hits Allowed        | Whitey Ford 19                                                                           |
| Earned Runs Allowed | Whitey Ford 11                                                                           |
| Strikeouts          | Don Drysdale 19                                                                          |
| Walks               | Jim Palmer 7                                                                             |
| Balks               | Dwight Gooden 2                                                                          |